# Эмблема Кабо-Верде
Эмблема Республики Кабо-Верде утверждена в 1992 году.

## Символика
Начиная с центра:
- Равносторонний треугольник голубого цвета как символ единства, равенства гражданских прав, с белым факелом внутри, символизирующим свободу, заработанную многими годами борьбы;
- Радиальная надпись «Республика Кабо-Верде» на португальском языке слева направо вокруг треугольника;
- Три голубые горизонтальные линии под основанием треугольника символизируют море, окружающее острова;
- Два ограничительных круга;
- Жёлтый отвес вверху, перекрывающий два круга — символ честности и достоинства;
- Цепь из трёх звеньев жёлтого цвета и два зелёных пальмовых листа внизу символизируют сплочённость людей в период засухи;
- 10 звёзд группами по 5 с двух сторон символизируют 10 обитаемых островов государства. Звёзды также изображены на национальном флаге.

## История эмблемы
|  | Этот раздел нужно дополнить. Пожалуйста, улучшите и дополните раздел. (31 октября 2015) |

|  | Этот раздел нужно дополнить. Пожалуйста, улучшите и дополните раздел. (31 октября 2015) |

|  | Этот раздел нужно дополнить. Пожалуйста, улучшите и дополните раздел. (31 октября 2015) |